# Kelimutu
Kelimutu (Indonesisch: Gunung Kelimutu) is een complexe vulkaan op het Indonesische eiland Flores in de provincie Oost-Nusa Tenggara.
Op 4 juni 2013 werd de toegang tot de vulkaan en de kratermeren om veiligheidsredenen tijdelijk gesloten.

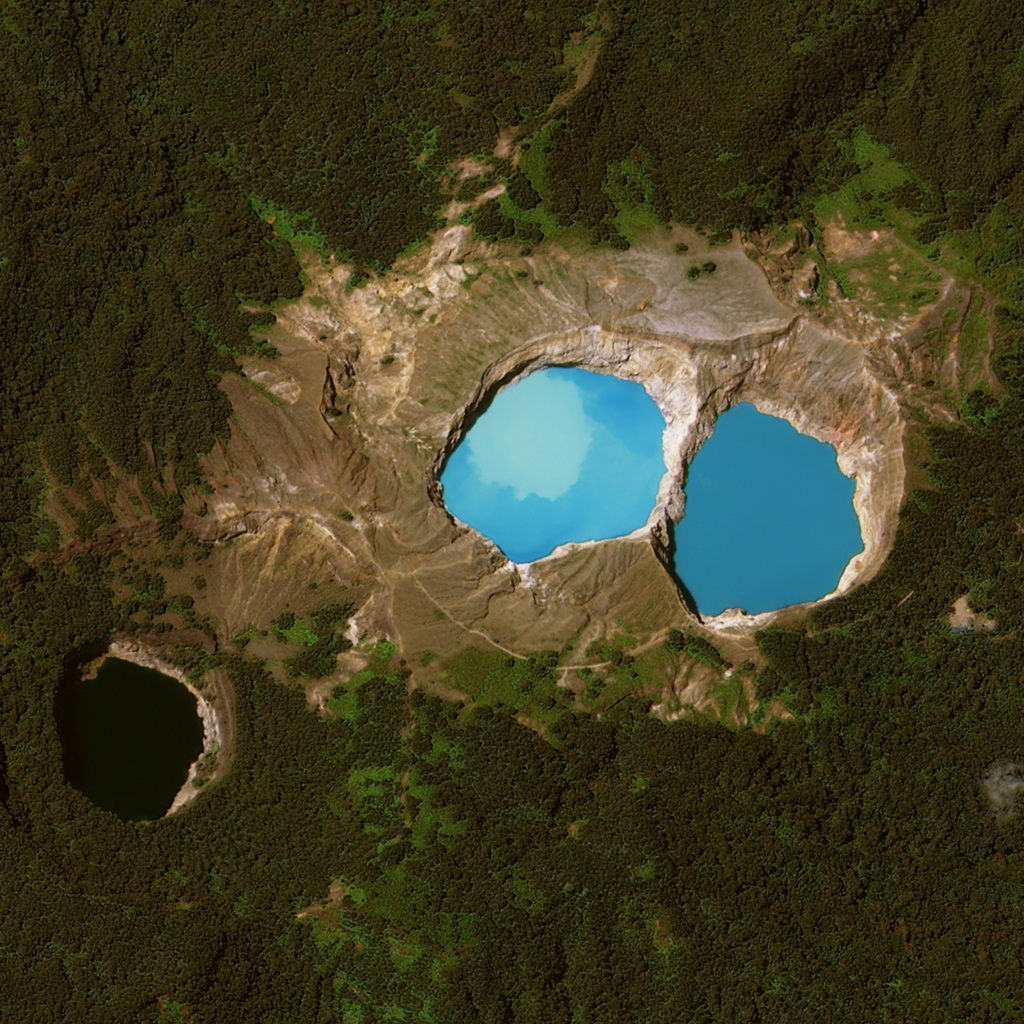
De drie kratermeren in 2020

Op het Indonesische eiland Flores bevindt zich bovenop de vulkaan Kelimutu (Keli Mutu) een uniek natuurverschijnsel. Daar bevinden zich namelijk drie kratermeren die door mineralen elk een andere kleur hebben: donkergroen, blauwgroen en lichtgrijs. In de loop der jaren zijn de meren verschillende keren van kleur veranderd.
Zo was het groen/blauwe kratermeer eind jaren 80 van de twintigste eeuw nog rood gekleurd, in december 1991 werd het zwart en daarna kreeg het de huidige kleur. Het helgroene kratermeer was ooit blauw en het zwarte kratermeer wit.
Men weet nog steeds niet precies wat de oorzaak is van deze kleurwisseling, maar men vermoedt dat dit merkwaardige fenomeen is veroorzaakt doordat het water in de loop van de tijd op andere mineraallagen stoot.
Vroeger waren de meren van de Keli Mutu een belangrijke rituele plek. Zo werden er zo'n 50 jaar geleden nog waterbuffels en varkens in de meren geofferd. Nog steeds geloven de lokale bewoners dat de meren van de Kelimutu de rustplaats zijn van de zielen van hun overleden familieleden en ze noemen de berg daarom de berg der geesten.